# Медведев, Александр Иванович (архитектор)
Александр Иванович Медведев (серб. Александар И. Медведев, 12 марта 1900, Мелитополь — 3 января 1984, Ниш) — югославский архитектор и педагог русского происхождения, внесший большой вклад в развитие города Ниш.

## Биография

### Ранние годы
Медведев родился 12 марта 1900 г. в Мелитополе, в семье железнодорожного служащего И. В. Медведева и П. Д. Медведевой (Долговой), имел восемь братьев и сестер. В 1918 году окончил Мелитопольское реальное училище. Намеревался продолжить обучение архитектуре, но в связи с началом Гражданской войны не смог поступить в архитектурную школу в Киеве и присоединился к Добровольческой армии. После окончания курса Сергиевского артиллерийского училища вступил в Дроздовский полк. Участвовал в боях за Крым, за храбрость был награждён Георгиевским крестом.
В эмиграции в Галлиполи, затем в Болгарии, где зарабатывал на жизнь физическим трудом. В ноябре 1922 г. из Софии отправился во Францию, чтобы учиться архитектуре в парижской Школе изящных искусств, но по дороге принял решение остаться в Королевстве сербов, хорватов и словенцев и поступить на архитектурное отделение технического факультета Белградского университета. Во время учёбы работал чертёжником в проектных бюро, возглавлял Общество передовой студенческой молодежи, там же познакомился с будущей супругой.

### Деятельность до Второй мировой войны

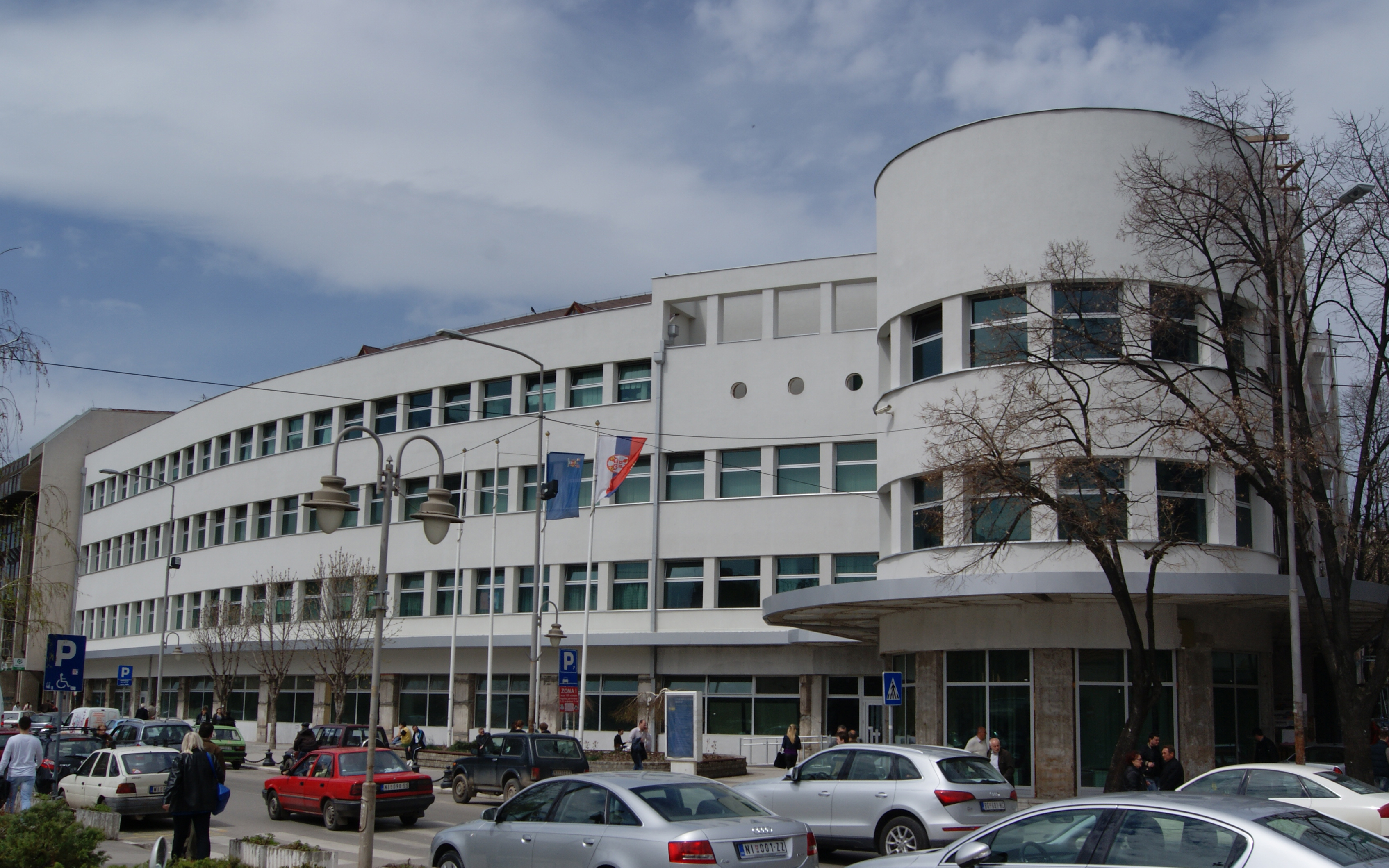
Здание городского управления Ниша, построенное по проекту А. И. Медведева

8 июля 1929 года окончил университет, представив дипломный проект музея в классическом стиле. Сразу же после защиты диплома принял участие в конкурсе на проект корпусов областного управления Врбасской бановины, Банской управы и Банского дворца в Баня-Луке. По итогам конкурса получил приглашение возглавить строительство Банского дворца и в 1930 году переехал с семьей в Баня-Луку. В 1933 году получил государственную лицензию на самостоятельную проектную деятельность, строил профессорские жилые дома, школы и частное жилье в Баня-Луке и других городах Врбасской бановины.
В 1934 году по заказу управляющего Врбасской бановины Светислава Милосавлевича создал конструктивистский проект Вакуфского дома в Нише и в 1935 году после завершения строительства Банской управы переехал в Ниш к проживавшей там сестре Надежде Ивановне Семанченко. Там он открыл частное проектное бюро. Работал над крупными частными и общественными зданиями, гостиницами и виллами в Нише, Нишка-Бане и других местах.
После знакомства в 1936 году с министром здравоохранения и социальной политики и будущим премьер-министром Югославии Драгишей Цветковичем спроектировал в стиле модернизма биржи труда в Нише, Крушеваце и Баина-Баште, а позже — особняк в Нише и загородную трехэтажную виллу в модернизированном национально-сербском стиле для самого Цветковича.
В 1938 году создал свой наиболее масштабный проект — общежитие для ремесленных учеников с детским садом в стиле функционализма, а также начал строительство городского управления, которое было завершено в 1948 году. Также проектировал храм Св. Петра возле Ниша, колокольню соборного храма в Нише (XIX в.), реконструировал и расширил городской театр.

### В социалистической Югославии
После Белградской операции 1944 года, Медведев возглавил восстановление Ниша и новое строительство, в том числе разработку пекарни. Инициировал образование государственного бюро «Нишпроект», которое возглавлял с 1949 года. В новом качестве проектировал Техническое училище, многоэтажные жилые дома, пять типовых проектов сельских домов, молочные кухни в Нише, Алексинаце и Сокобане, гостиницы и прочие общественные здания в социалистическом духе.
В 1957 году по состоянию здоровья отказался от руководящей должности и стал преподавать архитектурное проектирование и историю архитектуры в нишском Техническом училище, где работала его жена, также архитектор. Входил в городские экспертные и градостроительные комиссии, в 1960 году стал советником местного бюро «Инвестпроект».
С 1964 года на пенсии, умер 3 января 1984 в Нише.

### Семья
В 1927 году обвенчался в русской церкви Св. Троицы в Белграде с Ксенией Петровной Белавенец, дочерью морского офицера П. И. Белавенца крестницей императрицы Марии Федоровны и воспитанницей Харьковского девичьего института, после революции действовавшего в городе Нови-Бечей.
Сын Михаил (1942) и дочь Варвара (1944), оба архитекторы. Ещё двое детей умерли.

## Память
В Нише именем Александра Медведева названа улица, на которой расположен комплекс технических учебных заведений. Одно из зданий было построено по его проекту для технического училища, в котором он впоследствии преподавал, и сейчас принадлежит Первой технической школе «Милутин Миланкович».